# Julio Philippi Izquierdo
Julio Philippi Izquierdo (Santiago, 26 décembre 1912-ibidem, 30 mars de 1997) est un avocat, diplomate, écrivain, chercheur, et homme politique chilien conservateur.
Il a occupé quatre portefeuilles ministériels pendant le mandat du président Jorge Alessandri. Il a aussi été nommé  membre du tribunal constitutionnel du Chili par Augusto Pinochet en 1981.